# Grafmonument van het echtpaar Jurgens-Jansen
Het grafmonument van het echtpaar Jurgens-Jansen is een grafmonument op de rooms-katholieke begraafplaats Eikenboomgaard in de Nederlandse stad Oss, dat wordt beschermd als rijksmonument.

## Achtergrond
Johannes Arnoldus (Jan) Jurgens (1835-1913), was lid van de familie Jurgens en een zoon van Antoon Jurgens en Johanna Lemmens. Hij was medefirmant van de stoomboterfabriek van zijn vader en later medefirmant van Anton Jurgens' Margarinefabrieken in Oss. Hij werd benoemd tot ridder in de Orde van Sint-Gregorius de Grote. Jurgens trouwde in 1870 met Josina (Sientje) Jansen (1850-1903). Zij was presidente van de St. Elisabethsvereniging in Oss en drager van het Pro Ecclesia et Pontifice. 
Het echtpaar Jurgens-Jansen werd begraven aan de rechterzijde van het centrale pad. Op hun graf werd een grafmonument opgericht in art-nouveaustijl, ontworpen door architect Jules Dony. De bronzen plaquettes op het monument werden uitgevoerd bij de fabriek van F.W. Braat in Delft.

## Beschrijving
Het grafmonument bestaat uit twee liggende grafplaten met opschrift, met daarachter een stele. De circa tweeënhalve meter hoge stele, wordt bekroond door een fronton met daarin een kruis en florale motieven. Aan de voorzijde van de zuil is een bronzen plaquette geschroefd, met in reliëf een gevleugelde engel met gevouwen handen, als symbool van de hoop. Aan de voet is een bronzen ornament geplaatst van een krans met gekruiste palmtakken. De sokkel is aan weerszijden uitgebouwd. Aan de voorzijde van de uitbouw is aan beide zijden een bronzen reliëf geplaatst, links een priester met crucifix, rechts een vrouwelijke heilige met rozen. Het graf wordt omgeven door een smeedijzeren hekwerk.

## Waardering
Het grafmonument werd in 2001 in het Monumentenregister opgenomen, het wordt beschouwd als "van algemeen cultuurhistorisch belang als bijzondere uitdrukking van een sociaal-economische ontwikkeling. Het grafmonument van Jan Jurgens en Sientje Jansen is van architectuurhistorisch/kunsthistorisch belang vanwege de hoogwaardige esthetische kwaliteiten en het bijzondere materiaalgebruik en de ornamentiek. Het graf van Jan Jurgens en Jansen vormt een essentieel onderdeel van het complex Eikenboomgaard en heeft als zodanig ensemblewaarde."